# Kao-cu (Chan)
Kao-cu (čínsky pchin-jinem Gāozǔ, znaky 高祖; 256 př. n. l. – 1. června 195 př. n. l.), vlastním jménem Liou Pang (čínsky pchin-jinem Liú Bāng, znaky zjednodušené 刘邦, tradiční 劉邦), zdvořilostním jménem Ťi (čínsky pchin-jinem Jì, znaky 季), posmrtným jménem Kao chuang-ti (čínsky pchin-jinem Gāo huángdì, znaky 高皇帝) byl zakladatel a první císař dynastie Chan. Vynikl v povstání proti říši Čchin, po jejím pádu vládl od roku 206 př. n. l. jako král z Chan části západní Číny. Vzápětí zahájil válku proti svému dřívějšímu spolubojovníku Siang Jüovi, kterého v urputných bojích porazil a roku 202 př. n. l. se prohlásil císařem sjednocené Číny.

## Život
Liou Pang pocházel z rolnické rodiny žijící v okresu Pchej v komandérii Sishui (泗水郡), na severu současné provincie Ťiang-su (okres Feng v městské prefektuře Sü-čou). Sloužil jako starosta (亭長, tching-čang) osady (亭, tching, skupiny deseti vesnic). Za vlády čchinského císaře Čchin-š’-chuang-tiho měl jednou odvést skupinu vězňů do Li-šanu, cestou vězni dezertovali a Liou Pang ze strachu z trestu také utekl do hor a stanul v čele několikasetčlenné bandy. Po smrti Čchin-š’-chuang-tiho vypuklo povstání proti Čchinům vedené Čchen Šengem. Liou Pang se přidal k rebelům, ovládl rodný okres a přijal titul pána z Pchej (沛公, Pchej kung). Do svých služeb přijal schopné rádce, především Siao Chea a Cchao Šena. Záhy povýšil mezi generály povstaleckého státu Čchu, v jejichž čele formálně stál potomek čchuských králů Mi Siung-chuaj, král Chuaj z Čchu, a fakticky velitelé armády generál Siang Liang a po jeho smrti Siang Jü.
Roku 207 př. n. l. Liou Pang obsadil se svou armádou vlastní čchinské území (Kuan-čung, Země za průsmykem) včetně hlavního města, musel je však odevzdat Siang Jüovi. Poté Siang Jü krále Chuaje povýšil na císaře a říši rozdělil mezi povstalecké generály, nyní krále, přičemž se sám stal nejmocnějším z nich s titulem král-hegemon Západního Čchu. Liou Pang roku 206 př. n. l. obdržel titul krále z Chan a relativně chudé a zapadlé území (současná prefektura Chan-čung) podél řeky Chan na západě Číny a S’-čchuan). Se svým postavením se nespokojil, vytáhl do Kuan-čungu a obsadil ho a poté zaútočil na Siang Jüa, kterého po dlouhém boji, přes řadu svých neúspěchů, roku 202 př. n. l. nakonec porazil. Liou Pangův úspěch je tradičně přičítán jeho schopnosti získat schopné rádce a generály.
Po skončení válek se začátkem roku 202 př. n. l. prohlásil císařem říše Chan, přičemž přímo vládl v západních a centrálních oblastech Číny, sever, východ a jih rozdělil mezi vazalská království, přičemž postupně pod různými záminkami téměř všechny původní krále – úspěšné vojevůdce z protičchinských a chansko-čchuských válek – nahradil svými syny.
Po porážce Siang Jüa se pokusil silou vyřešit i problémy s kočovnými Siungnuy, kteří ovládali mongolské stepi severně od Číny. Roku 200 př. n. l. byl však se svou armádou obklíčen u Paj-tengu a donucen uzavřít mír.
V zemi zničené válkami obnovoval mírový život. Demobilizoval většinu armády, vyzýval uprchlíky k návratu domů a obdělávání půdy. Snížil pozemkové daně na patnáctinu úrody, omezil státní robotní povinnosti, vybudoval řádnou státní správu v jejímž čele stál jeho vrchní rádce Siao Che, úřady obsazoval konfuciány. Nový zákoník zmírnil čchinské přísné právo.
Zemřel roku 195 př. n. l., nastoupil po něm korunní princ Liou Jing (císař Chuej-ti), syn císařovny Lü.